# Rotliegend
| Systeem                                                                                   | Serie         | Etage         | Ouderdom (Ma) | Lithostratigrafie |
| ----------------------------------------------------------------------------------------- | ------------- | ------------- | ------------- | ----------------- |
| Trias                                                                                     | Onder         | Indien        | jonger        | Buntsandstein     |
| Perm                                                                                      | Lopingien     | Changhsingien | 252,2–254,2   | Buntsandstein     |
| Perm                                                                                      | Lopingien     | Changhsingien | 252,2–254,2   | Zechstein         |
| Perm                                                                                      | Lopingien     | Wuchiapingien | 254,2–259,9   |                   |
| Perm                                                                                      | Guadalupien   | Capitanien    | 259,9–265,1   |                   |
| Perm                                                                                      | Guadalupien   | Wordien       | 265,1–268,8   |                   |
| Perm                                                                                      | Guadalupien   | Roadien       | 268,8–272,3   |                   |
| Perm                                                                                      | Cisuralien    | Kungurien     | 272,3–279,3   | Rotliegend        |
| Perm                                                                                      | Cisuralien    | Artinskien    | 279,3–290,1   | Rotliegend        |
| Perm                                                                                      | Cisuralien    | Sakmarien     | 290,1–295,5   | Rotliegend        |
| Perm                                                                                      | Cisuralien    | Asselien      | 295,5–298,9   | Rotliegend        |
| Carboon                                                                                   | Pennsylvanien | Gzhelien      | ouder         | Rotliegend        |
| Carboon                                                                                   | Pennsylvanien | Gzhelien      | ouder         |                   |
| Indeling van het Perm volgens de ICS samen met de Europese lithostratigrafische indeling. |               |               |               |                   |

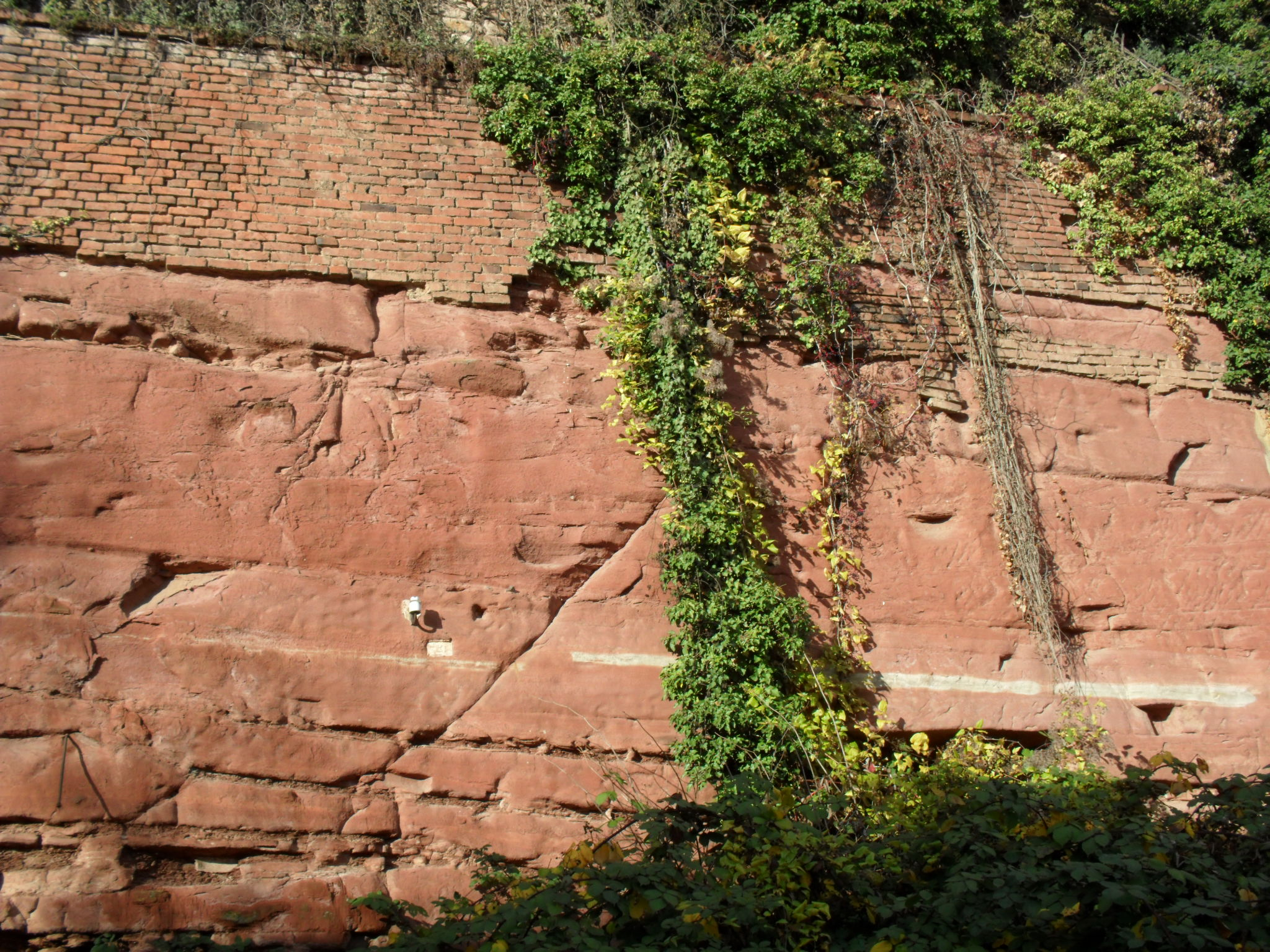
de Kreuznachformatie bij Bad Kreuznach

Het Rotliegend of Rotliegendes is een opeenvolging van gesteentelagen in de ondergrond van grote delen van het midden van Europa. Het Rotliegend bestaat vooral uit op het land afgezette, typisch roodgekleurde sedimentaire gesteentelagen, zoals zandsteen, kleisteen en conglomeraat. Ook komen vulkanische gesteenten voor. Typisch is de versnipperde (regionale) verspreiding over langgerekte bekkens. Gesteentelagen van het Rotliegend zijn vaak lastig precies te dateren, maar ze hebben een ouderdom tussen het Cisuralien (Vroeg-Perm) tot Lopingien (Laat-Perm). Boven op het Rotliegend ligt het Zechstein, eronder liggen per gebied verschillende formaties uit het Carboon. Het Rotliegend wordt in twee delen ingedeeld: het oudere Onder-Rotliegend en het jongere Boven-Rotliegend.
De naam Rotliegend werd vroeger ook wel gebruikt om het vroegste deel van het Perm mee aan te duiden (dat wil zeggen: als tijdperk). Deze tijdspanne valt in de huidige geologische tijdschaal ongeveer samen met het tijdvakken Cisuralien en Guadalupien. 

## Indeling
Het Rotliegend bestaat uit een onder- en bovendeel. In de Europese indeling ging men er lang van uit dat het bij de tweedeling in een Onder- en Boven-Rotliegend om afzonderlijke tijdperken ging. Deze tijdperken worden Autunien (ouder) en Saxonien (jonger) genoemd. De tweedeling is echter diachroon van aard: de overgang vond niet in alle gebieden gelijktijdig plaats.

### Basale klastica
Aan het begin van het Perm was de Hercynische orogenese in grote delen van Pangea nog in volle gang. Tegelijkertijd begon het gebergte, dat zich dwars over Midden-Europa uitstrekte, langzaam te verzakken. Deze orogene ineenstorting uitte zich in de vorming van intramontane bekkens waarin puinwaaiers en rivieren de afbraakproducten van het gebergte afzetten, zoals dikke lagen zandsteen en waaierconglomeraat. Met name in Nederland en Noord-Duitsland lopen de bekkens uit het Vroeg-Perm typisch van zuidwest naar noordoost. Een van de grootste aaneengesloten gebieden waar het Rotliegend aan het oppervlak ligt is het Saar-Nahebekken in het westen van Duitsland. Dit bekken is ongeveer 100 km lang en 40 km breed en heeft een van de dikste en meest complete opeenvolgingen van gesteentelagen van het Onder-Perm van Europa.
Het Onder-Rotliegend begint aan de basis met door rivieren (fluviatiele) of in een kustnabije (limnische) omgeving afgezette sedimenten. Deze lagen bestaan uit rossige, grijze of bruinige conglomeraat, zandsteen, arkose en kleisteen. Plaatselijk komen ook kalkrijke lagen en steenkool voor.

### Vulkanieten van het Onder-Rotliegend
Samenhangend met de doorgaande tektonische beweging kwam in de tijd dat het bovenste deel van het Onder-Rotliegend vormde vulkanisme voor. Met name in delen van Noord-Duitsland en -Polen zijn vulkanische gesteenten te vinden uit deze tijd. De vulkanische lagen liggen soms afgewisseld met sedimentaire lagen, maar ook wel over elkaar, of vertand met sedimentaire gesteenten. Dat wil zeggen dat het zowel om uitvloeiingsgesteente (gestolde lava die over ouder sediment uitstroomde) als intrusief gesteente (in oudere lagen geïntrudeerd en in de ondergrond gestold gesteente) gaat. Gedeeltelijk zijn deze vulkanische gesteenten mafisch, gedeeltelijk intermediair en felsisch. 

### Boven-Rotliegend
Na de vorming van het onderste Rotliegend ontstond veroorzaakte tektonische beweging grootschalig breukvorming. Hierdoor ontstonden grotere bekkens, waarvan het Noordelijke en Zuidelijke Permbekken ter hoogte van het zuiden van de Noordzee en Oostzee voorbeelden zijn. De afzettingen van het Zuidelijke Permbekken liggen in grote delen van Duitsland, Polen, Denemarken, de Noordzee, de Oostzee en Nederland in de ondergrond. De vroege ontwikkeling van het bekken ging gepaard met vulkanisme, verder werd het bekken gevuld met afbraakproducten van het Hercynische gebergte in het zuiden, voornamelijk zand en grind dat onder een droog en warm klimaat werd afgezet.

## Stratigrafie
In Noord-Duitsland en Nederland wordt het Rotliegend gewoonlijk ingedeeld in twee stratigrafische groepen, de Onder-Rotliegend Groep (vooral vulkanische gesteenten: tuffiet en basaltische lava) en de Boven-Rotliegend Groep (zandsteen en siltsteen). Gedurende de vorming van de onderste groep was het Permbekken nog beperkt in omvang en er zijn in de Nederlandse ondergrond nauwelijks afzettingen van deze groep te vinden, maar de bovenste groep is ook in Nederland goed vertegenwoordigd. Het Rotliegend ligt in Nederland bovenop gesteenten uit de Limburg Groep (Carboon) en onder de Zechstein Groep. De Boven-Rotliegend Groep wordt onderverdeeld in de Silverpit Formatie en de Formatie van Slochteren, een belangrijk reservoirgesteente.
Het Rotliegend van Noord-Duitsland is correleerbaar aan dat van Nederland. In andere delen van Duitsland bevonden zich van het Permbekken afgesloten andere bekkens, zoals het Saar-Nahebekken, de Wetterau of het Saalebekken. De opeenvolging binnen het Rotliegend is tussen de bekkens onderling niet makkelijk te correleren. Daarom bestaan aparte indelingen in groepen en formaties voor elk bekken.